# Robert Friedland
Robert Martin Friedland, född 18 augusti 1950, är en amerikansk-kanadensisk företagsledare och entreprenör. Han är grundare och medordförande för den kanadensiska gruvföretaget Ivanhoe Mines sedan 2012. Dessförinnan grundade han och ledde ett annat gruvföretag med samma namn, sedan augusti 2013 heter det Turquoise Hill Resources.
Han hade även andra företag så som Diamond Fields Resources, som hade stora nickelfyndigheter i Labradorregionen i Kanada, som han sålde 1996 till Inco (idag Vale Canada Ltd.) för 4,3 miljarder kanadensiska dollar.
Den amerikanska ekonomitidskriften Forbes rankade Friedland till att vara världens 1 756:e rikaste med en förmögenhet på 1,8 miljarder amerikanska dollar för den 5 oktober 2021.
Han började studera på Bowdoin College men i mars 1970 blev han arresterad på ett motellrum i Portland i Maine av federala poliser. Han hade 24 000 LSD-tabletter, till ett värde av 100 000 dollar, i sin ägo. Friedland tvingades hoppa av studierna vid Bowdoin College när han dömdes till två års fängelse på federal anstalt. Han fick senare villkorlig frigivning och avlade en kandidatexamen i statsvetenskap vid Reed College, där han också blev vän med IT-företaget Apples ena grundare Steve Jobs. Friedland och Jobs arbetade ibland på Friedlands rike släktings äppelodling utanför McMinnville i Oregon. Både Jobs och Apples andra grundare Steve Wozniak har bekräftat att företaget Apples namn kommer från just den äppelodlingen.
Friedland äger superyachten Luna B.